# Slaget vid Hohenfriedberg
Slaget vid Hohenfriedberg utspelade sig mellan Österrike, kurfurstendömet Sachsen och Preussen under det österrikiska tronföljdskriget den 4 juni 1745. Preussarna vann. Inom militärhistorien brukar slaget nämnas som ett av de mest lysande exemplen på linjärtaktiken.[källa behövs]